# Konst- och museicentrum Sinkka
Konst- och museicentrum Sinkka (finska: Taide- ja museokeskus Sinkka) är ett finländsk konst- och museumcentrum i Kervo i Finland.
Konst- och museicentrum Sinkka är som konstinstitution inriktat på finländsk och internationell samtidskonst. Det grundades 1990 av konstsamlaren Aune Laaksonen (1927–2014), som också var dess förste chef.